# Godfrey Nash
Godfrey Nash (Londres, 2 de febrero de 1940) fue un piloto de motociclismo británico que compitió en el Campeonato del Mundo de Motociclismo desde 1966 hasta 1972. Tuvo su mejor año en 1969 cuando ganó el Gran Premio de Yugoslavia de 500cc y finalizó tercero en la clasificación general de esta cilindrada por detrás de Giacomo Agostini y Gyula Marsovsky. Con esta victoria con la Norton Manx, se convirtió en el último piloto que ganaría un Gran Premio de 500cc con una máquina monocilíndrica.

## Estadísticas
Sistema de puntos de 1950 a 1968:
| Posición | 1 | 2 | 3 | 4 | 5 | 6 |
| Puntos   | 8 | 6 | 4 | 3 | 2 | 1 |

Sistema de puntuación a partir de 1969:
| Posición | 1  | 2  | 3  | 4 | 5 | 6 | 7 | 8 | 9 | 10 |
| Puntos   | 15 | 12 | 10 | 8 | 6 | 5 | 4 | 3 | 2 | 1  |

(Carreras en negrita indica pole position, carreras en cursiva indica vuelta rápida)
| Año  | Clase | Equipo      | 1       | 2       | 3     | 4       | 5       | 6       | 7       | 8       | 9       | 10      | 11    | 12      | 13    | Pts | Pos  |
| ---- | ----- | ----------- | ------- | ------- | ----- | ------- | ------- | ------- | ------- | ------- | ------- | ------- | ----- | ------- | ----- | --- | ---- |
| 1966 | 350cc | Norton      |         | GER -   | FRA - | NED 16  | BEL -   | DDR -   | CZE -   | FIN -   | ULS -   | IOM -   | NAT - | JPN -   |       | 0   | -    |
| 1966 | 500cc | Norton      |         | GER -   |       | NED 15  | BEL -   | DDR -   | CZE -   | FIN -   | ULS -   | IOM -   | NAT - |         |       | 0   | -    |
| 1967 | 500cc | Norton      |         | GER Ret | FRA - | IOM -   | NED Ret | BEL -   | DDR 11  | CZE Ret | FIN -   | ULS -   | NAT - | CAN -   |       | 0   | -    |
| 1968 | 350cc | Norton      | GER -   |         | IOM - | NED 11  |         | DDR -   | CZE -   |         | ULS -   | NAT Ret |       |         |       | 0   | -    |
| 1968 | 500cc | Norton      | GER -   | ESP -   | IOM - | NED Ret | BEL -   | DDR 6   | CZE Ret | FIN -   | ULS -   | NAT 12  |       |         |       | 1   | 27.º |
| 1969 | 350cc | Norton      | ESP 10  | GER -   |       | IOM -   | NED -   |         | DDR -   | CZE -   | FIN Ret | ULS -   | NAT - | YUG -   |       | 1   | 48.º |
| 1969 | 500cc | Norton      | ESP 5   | GER 9   | FRA 5 | IOM -   | NED 7   | BEL Ret | DDR -   | CZE 9   | FIN 3   | ULS -   | NAT - | YUG 1   |       | 45  | 3.º  |
| 1970 | 350cc | Manx        | GER Ret |         | YUG - | IOM -   | NED -   |         | DDR -   | CZE -   | FIN -   | ULS -   | NAT - | ESP -   |       | 0   | -    |
| 1970 | 500cc | Norton Manx | GER Ret | FRA Ret | YUG - | IOM -   | NED -   | BEL 11  | DDR 9   |         | FIN 6   | ULS -   | NAT - | ESP Ret |       | 7   | 26.º |
| 1971 | 350cc | Yamaha      | AUT -   | GER -   | IOM - | NED 10  |         | DDR -   |         | SWE Ret | FIN -   | IRL -   | NAT - | ESP -   |       | 1   | 56.º |
| 1971 | 500cc | Honda       | AUT -   | GER -   | IOM - | NED -   | BEL -   | DDR -   |         | SWE Ret | FIN -   | IRL -   | NAT - | ESP -   |       | 0   | -    |
| 1972 | 500cc | Honda       | GER -   | FRA -   | AUT - | NAT -   | IOM -   | YUG -   | NED 16  | BEL -   | DDR -   | CZE -   | SWE - | FIN -   | ESP - | 0   | -    |